# 康士維錯覺

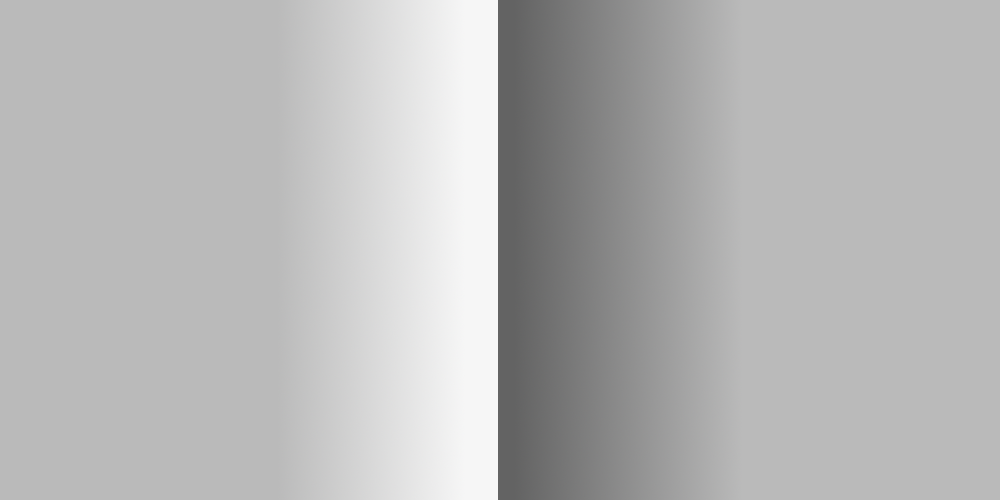
康士維錯覺。圖片的左邊部分似乎比右邊的暗，實際上除了中心的漸變之外，它們具有相同的亮度。

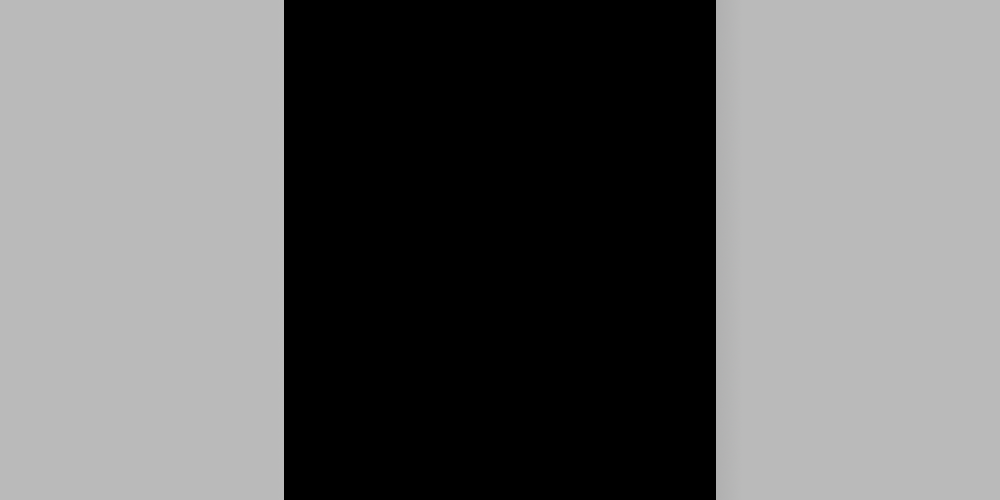
與上圖相同，但遮住了中央的邊緣。圖像的左右部分現在顯示為相同的顏色

康士維錯覺（Cornsweet illusion），又稱作克雷克-歐布萊恩-康士維錯覺（Craik–O'Brien–Cornsweet illusion）或克雷克-康士維錯覺（Craik–Cornsweet illusion），是一種光學錯覺，由湯姆·康士維在1960年代後期詳細描述。肯尼思·克雷克（Kenneth Craik） 和薇薇安·歐布萊恩（Vivian O'Brien）在此之前也曾以類似的方法觀察到該現象。
原始版本的錯覺是一個快速旋轉的黑白圓盤，其繪製方式在運動時會產生漸變效果的外觀。等效的靜態版本的錯覺是由一個灰色的矩形組成的，左半邊在接近垂直中心線時逐漸變淺，右半邊在接近中心線時逐漸變深灰。因此，長方形的左半部分看起來比右半部分淺，但實際上將包含邊緣的區域塗黑就會發現，兩個區域的亮度完全相同。

這種現像類似於同時對比（simultaneous contrast）和馬赫帶效應（Mach band effect）現象，但在兩個重要方面有所不同。
- 在馬赫帶效應中，僅在接近灰度梯度的區域上才能看到效果。在康士維錯覺中，一個極小的面積（中央的「邊緣」）即影響整體大面積的知覺，包括那些遠離邊緣的部分。
- 在康士維錯覺中，與邊緣亮部相鄰的區域顯得更亮，與邊緣暗部相鄰的區域顯得更暗，這與通常的對比效應正好相反。

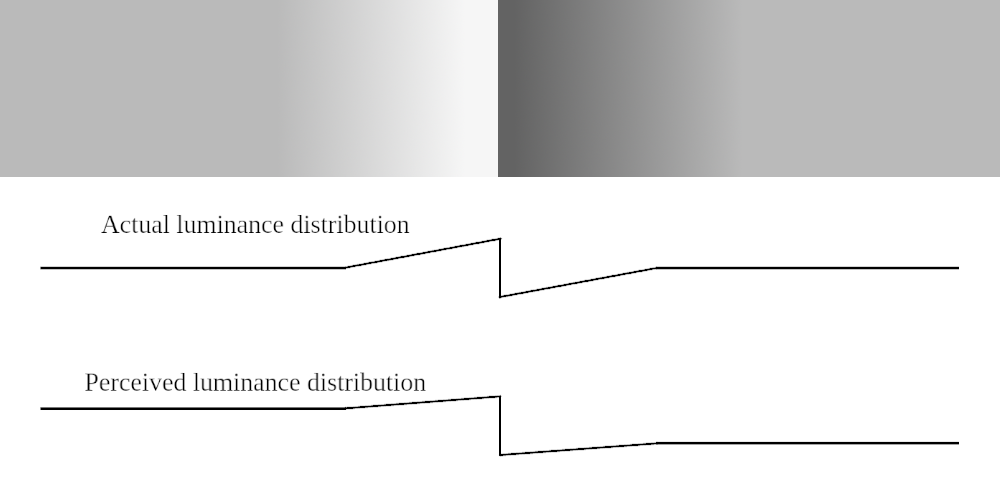
圖片中亮度的實際分佈，以及對亮度的典型知覺。

在Purves，Lotto和Nundy的文章中可看到關於該效應的一個更令人信服且更生動的版本，該版本是在一個被照光的的立體物的準現實影像中呈現康士維效應。這些作者給出了這種錯覺和其他錯覺的解釋，其中視覺系統和大腦被假定為在猶如反射動作的經驗基礎上產生知覺。

## 延伸閱讀
- Purves D, Shimpi A, Lotto RB (1999) An empirical explanation of the Cornsweet effect （页面存档备份，存于）. J. Neurosci. 19:8542-8551.
- Purves D, Lotto RB (2003) Why We See What We Do: An Empirical Theory of Vision. Sunderland, MA: Sinauer Associates.
- Purves D, Lotto RB (2004) The Cornsweet effect. Encyclopedia of Neuroscience, 3rd edition Elsevier Science Publishing Co.

## 外部連結
- Craik–O'Brien–Cornsweet Illusion （页面存档备份，存于） by Michael Bach.